# Tobias Badila
Tobias Badila Kouendolo (ur. 12 maja 1993 w Dijon) – kongijski piłkarz występujący na pozycji obrońcy.

## Kariera klubowa
Badila rozpoczynał karierę w sezonie 2010/2011 w czwartoligowych rezerwach AS Nancy. W sezonie 2012/2013 spadł z zespołem do piątej ligi. W następnym został włączony do pierwszej drużyny Nancy, w której barwach 21 lutego 2014 w przegranym 0:2 meczu z Troyes AC zadebiutował w Ligue 2. W sezonie 2015/2016 wygrał z klubem rozgrywki ligowe i awansował z nim do Ligue 1. W lidze tej zadebiutował 14 sierpnia 2016 w przegranym 0:3 spotkaniu z Olympique Lyon i otrzymał wówczas żółtą kartkę, zaś 19 listopada 2016 w wygranym 1:0 pojedynku z Dijon FCO strzelił swojego jedynego gola w Ligue 1. Na koniec sezonu 2016/2017 zajął z klubem przedostatnie, 19. miejsce i spadł z nim do Ligue 2. W styczniu 2019 zakończył karierę z powodu kontuzji.

## Statystyki
| Rozgrywki | Poziom | Kraj    | Mecze | Bramki |
| --------- | ------ | ------- | ----- | ------ |
| Ligue 1   | I      | Francja | 26    | 1      |
| Ligue 2   | II     | Francja | 53    | 2      |
| CFA       | IV     | Francja | 43    | 0      |
| CFA 2     | V      | Francja | 29    | 3      |

## Kariera reprezentacyjna
W reprezentacji Konga Badila zadebiutował 10 czerwca 2017 w przegranym 1:3 meczu kw. do Pucharu Narodów Afryki 2019 z Demokratyczną Republiką Konga. W latach 2017–2018 w drużynie narodowej rozegrał 7 spotkań.